# Sergio Galoyan
Sergueï Sassounikovitch Galoyan (en russe : Сергей Сасуникович Галоян), dit Sergio Galoyan, né le 25 décembre 1981 à Moscou, est un compositeur, réalisateur artistique et disc jockey russe d'origine arménienne.

## Carrière
Un des fondateurs du groupe t.A.T.u., il est compositeur et réalisateur artistique des chansons du duo, en particulier de leurs quatre premiers singles Ia sochla s ouma (All the Things She Said), Nas ne dogoniat (Not Gonna Get Us), 30 minout (30 Minutes) et Pokaji mne lioubov (Show Me Love), sur leurs trois premiers albums.
En 2003, il remporte un ASCAP/PRS award pour le titre All the Things She Said.
Galoyan travaille également avec Keith Flint du groupe The Prodigy, Marilyn Manson, Jennifer Lopez, Valeria, Clea et Alsou (sur l'album 19).
Galoyan se concentre actuellement sur sa carrière solo en tant que DJ sous le nom de Sergio Galoyan, et collabore avec divers chanteurs et auteurs-compositeurs du monde entier.
En 2021, alors que le groupe t.A.T.u. annonce son retour, Galoyan refuse de laisser le groupe reprendre les titres qu'il a composés pour elles.

## Vie privée
Sergio Galoyan vit maintenant à Los Angeles, mais séjourne également beaucoup de temps à Moscou, sa ville natale. En janvier 2005, il se marie avec Alexandra Titianko qu'il rencontre grâce à son travail en tant que responsable des relations publiques avec l'ancien label de t.A.T.u., Neformat, lors du deuxième album du groupe. Le couple divorce cependant peu de temps après en 2007.

## Discographie

### Disc jockey
Singles
- 2010 : Wrap It Up (avec Claire Guy)
- 2010 : Everything (avec Nire' Alldai)[10]
- 2011 : Knowing You (avec Tamra Keenan)
- 2011 : Break The Night In Two (avec Antonio)
- 2011 : Stay Hungry, Stay Foolish
- 2012 : Paradise (avec Lena Katina)

### Compositeur/réalisateur artistique

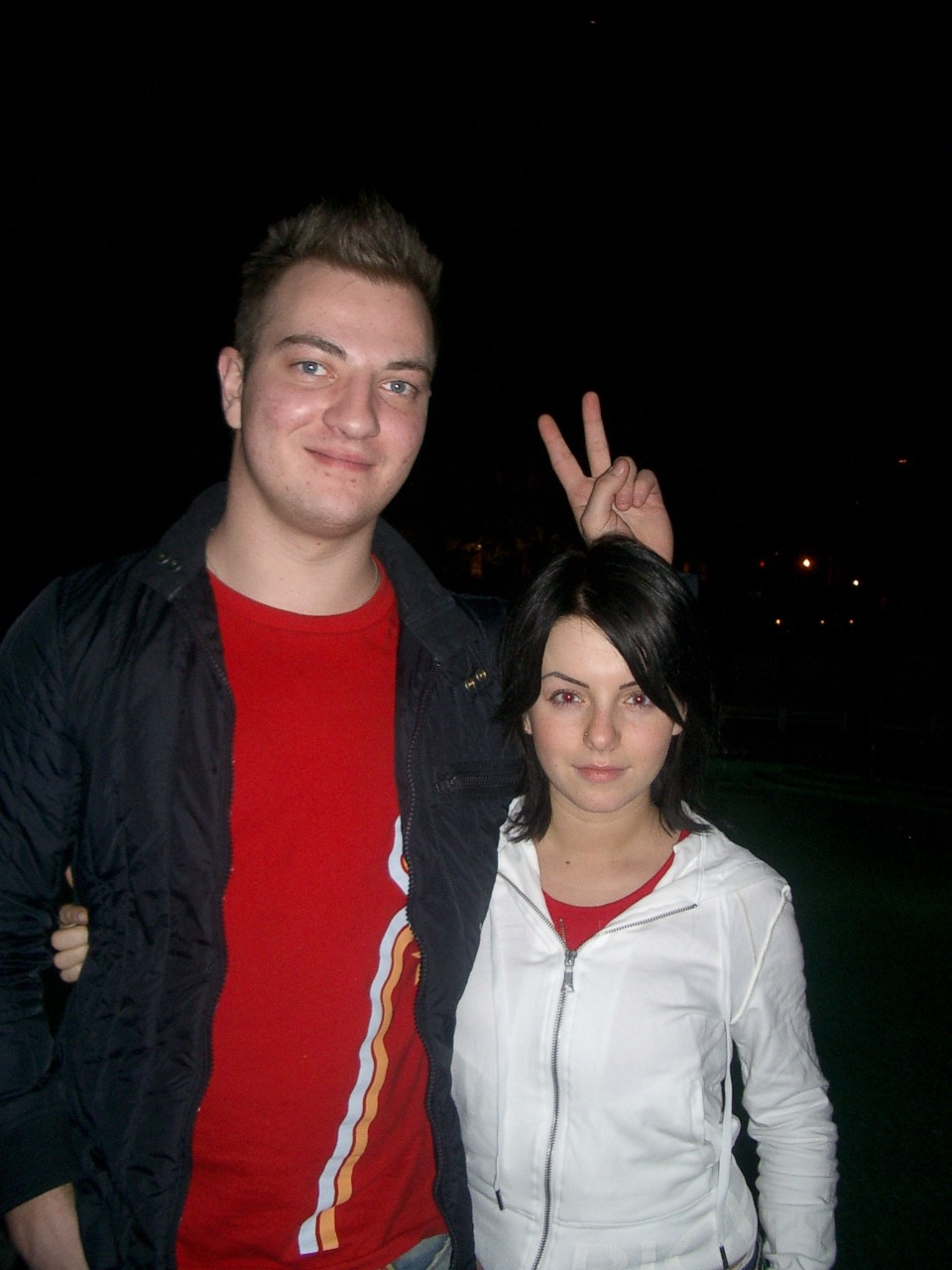
Sergio Galoyan et Julia Volkova en 2004.

- 2001 : Я сошла с ума (Ia sochla s ouma, « J'ai perdu l'esprit ») — t.A.T.u.
- 2001 : Нас не догонят (Nas ne dogoniat, « Ils ne nous attraperont pas ») — t.A.T.u.
- 2001 : 30 минут (30 minout, « 30 minutes » ; aussi appelé Полчаса, Poltchassa, « demi-heure ») — t.A.T.u.
- 2001 : Я твоя не первая (Ia tvoïa ne pervaïa, « Je ne suis pas ta première » ; aussi appelé Покажи мне любовь, Pokaji mne lioubov, « Montre moi ton amour ») — t.A.T.u.
- 2001 : Mальчик-гей (Mal'tchik-gueï, « Garçon homosexuel ») — t.A.T.u.
- 2002 : Not Gonna Get Us — t.A.T.u.
- 2002 : All the Things She Said — t.A.T.u.
- 2002 : Show Me Love — t.A.T.u.
- 2002 : 30 Minutes — t.A.T.u.
- 2002 : Malchik Gay — t.A.T.u.
- 2002 : Я сошла с ума (Ia sochla s ouma) — t.A.T.u.
- 2002 : Нас не догонят (Nas ne dogoniat) — t.A.T.u.
- 2005 : Cosmos (Outer Space) — t.A.T.u.
- 2005 : Sacrifice — t.A.T.u.
- 2005 : Perfect Enemy — t.A.T.u.
- 2005 : Новая модель (Novaïa model, « Nouveau model ») — t.A.T.u.
- 2005 : Космос (Kosmos, « Cosmos ») — t.A.T.u.
- 2005 : Вся моя любовь (Vsia moïa lioubov, « Tout mon amour ») — t.A.T.u.
- 2008 : Марсианские глаза (Marsianskie glaza, « Yeux martiens ») — t.A.T.u.
- 2008 : Wild — Valeria
- 2008 : Break it All — Valeria
- 2008 : I Know — Valeria
- 2008 : Out of Control — Valeria
- 2008 : Love Sick — Valeria
- 2008 : Here I Am — Valeria
- 2008 : No One — Valeria
- 2008 : There I’ll Be — Valeria
- 2008 : Where Are You? — Valeria
- 2008 : Romantic — Valeria
- 2013 : Paradise — Lena Katina
- 2013 : Kosmos — Vintaj

### Remixes
- 2001 : Я сошла с ума (Ia sochla s ouma) (Remix par Sergio Galoyan) — t.A.T.u.
- 2003 : Вчера (Vtchera) (Remix dance par Sergio Galoyan) — Alsou
- 2003 : I'm Glad (Remix par Sergio Galoyan) — Jennifer Lopez
- 2004 : Download It (Version dance par Sergio) — Clea
- 2005 : This Is the New *hit (Remix par Sergio Galoyan) — Marilyn Manson
- 2006 : No Numbers (Version de Sergio Galoyan) — Keith Flint
- 2010 : Love Dealer (Remix par Sergio Galoyan) — Justin Timberlake avec Esmee Denters